# اوکلتاتس
اوکلتاتس (به صربی: Okletac) یک منطقهٔ مسکونی در صربستان است که در بایینا باشتا واقع شده‌است. اوکلتاتس ۶۲۲ نفر جمعیت دارد.